# 自動演奏

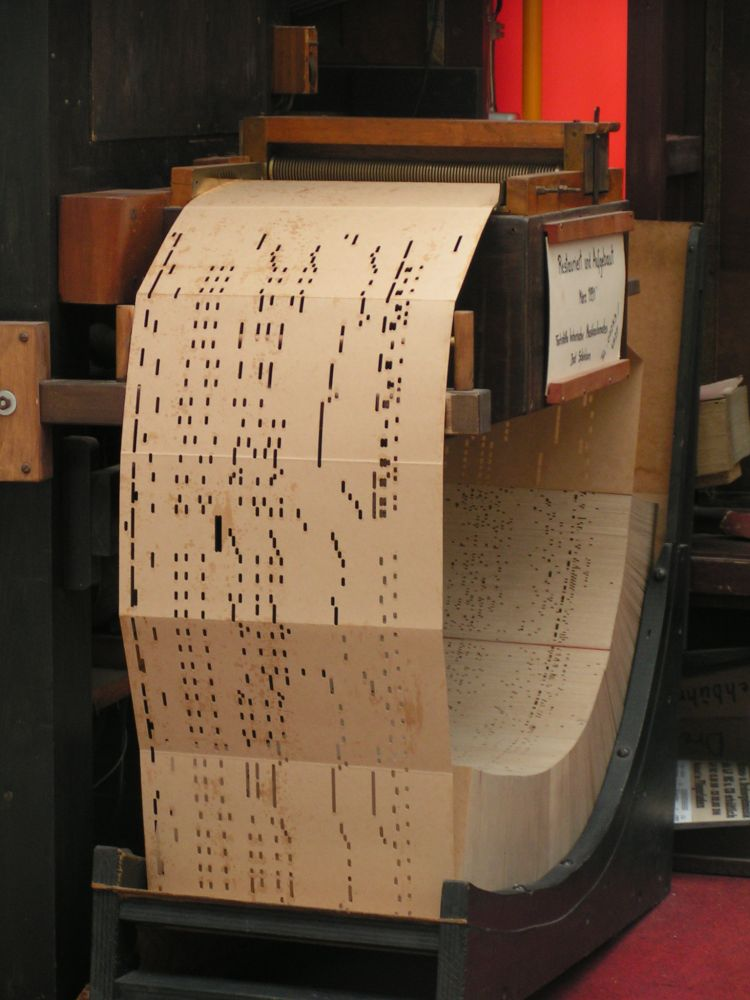
オルガン用パンチカード

自動演奏（じどうえんそう）は、人間によって楽器を操作して演奏するのではなく、機械によって自動的に楽曲を演奏すること。自動演奏をする装置のことを自動演奏楽器という。

## 概要
楽器を自動で演奏するという発想は、アレクサンドリアのヘロンが紀元1世紀に「風力オルガン」を設計したことが記録に残されているが、今日一般的に見られる物としてはオルゴールが良く知られている。オルゴールは大量生産された簡単な構造のものでは、ぜんまいなど動力に接続されたシリンダーに取り付けられたピンで櫛状の機械要素としての専用楽器をはじいて音を出す。
純粋に楽器を自動で動作させ楽曲を演奏させるものも作られ、その方向性としては自動ピアノが知られている。この装置は、ピアノロールと呼ばれるパンチカードの一種で楽器の動作を指定し、楽曲を演奏する。当時、人間による演奏をいつでも容易に再現できるということが自動演奏ピアノの主な存在意義であり、上流階級や富豪の間で一種のステータスシンボルとして愛好されるとともに、音楽の大衆化にも大きな役割を果たした。
自動演奏装置の中にはからくりなど他の要素も組み込むなどして展示用娯楽装置としての発達を遂げたものもあり、この方向性の延長でオートマタなど人の動作を真似た人形が楽器を操作するものも作られている。
蓄音機など録音装置の発達後は、インテリア・工芸製品としての価値を引き出すことが機械式自動演奏装置の主な存在意義となっている。ただし、後には『自動演奏ピアノのためのサーカス・ギャロップ』のように自動演奏を前提とした曲も書かれており、単に人間の演奏を再現するにとどまらず、人間には演奏不可能（または困難）な音楽表現を実現するための手段としても用いられる。
コンピュータの発達は、電子楽器の発達と連動して、自動演奏に飛躍的な発展をもたらした。MIDIなど楽譜やピアノロールは電子ファイル化され扱いが容易であるため、コンピュータの普及と発展とともに広く利用されている。